# Kevin Nealon
Kevin Nealon, född 18 november 1953 i St. Louis, Missouri, är en amerikansk komiker och skådespelare främst känd från Saturday Night Live (1986-1995), och sin roll som Doug Wilson i TV-serien Weeds.

## Filmografi i urval
- 1986–1996 – Saturday Night Live (TV-serie)
- 1991 – Allt jag vill ha i julklapp
- 1993 – Coneheads
- 1996 – Happy Gilmore
- 1998 – Rektorn tar semester
- 2000 – Little Nicky
- 2000 – Cecil B. DeMented
- 2003 – Dagispapporna
- 2003 – Duktig vovve
- 2005–2012 – Weeds (TV-serie)
- 2006 – Grandma's Boy
- 2008 – Remarkable Power
- 2009 – Aliens in the Attic
- 2011 – Born to Be a Star
- 2011 – Min låtsasfru
- 2011 – And They're Off